# Phone Nguen
 (août 2019).
Phone Nguen est un village hmong du Laos situé dans la province de Vientiane, dans le district de Vang Vieng, à l'ouest de Vang Vieng. C'est dans ce village que se trouve le point de vue du Pha Ngern.